# Szén-monoszulfid
A szén-monoszulfid CS képletű kémiai vegyület, a szén egyik szulfidja. Ez a kétatomos molekula a szén-monoxidhoz hasonló. Szilárd és cseppfolyós halmazállapotban nem stabil, laboratóriumban gázként, valamint csillagközi anyagként is megfigyelték már.  Annyiban hasonlít még a szén-monoxidra, hogy a szén- és a kénatomok hármas kötéssel kapcsolódnak egymáshoz. A molekula valójában nem instabil, de hajlamos a polimerizációra. Ez a hajlam is tükrözi a C−S egyszeres kötés nagyobb stabilitását.
A (CS)n képletű polimereket már sikerült izolálni, valamint a szén-monoszulfidot ligandumként is kimutatták egyes átmenetifém-komplexekben.

## Fordítás
Ez a szócikk részben vagy egészben  a   Carbon monosulfide című angol Wikipédia-szócikk ezen változatának fordításán alapul.  Az eredeti cikk szerkesztőit annak laptörténete sorolja fel. Ez a jelzés csupán a megfogalmazás eredetét és a szerzői jogokat jelzi, nem szolgál a cikkben szereplő információk forrásmegjelöléseként.